# Villa Malta

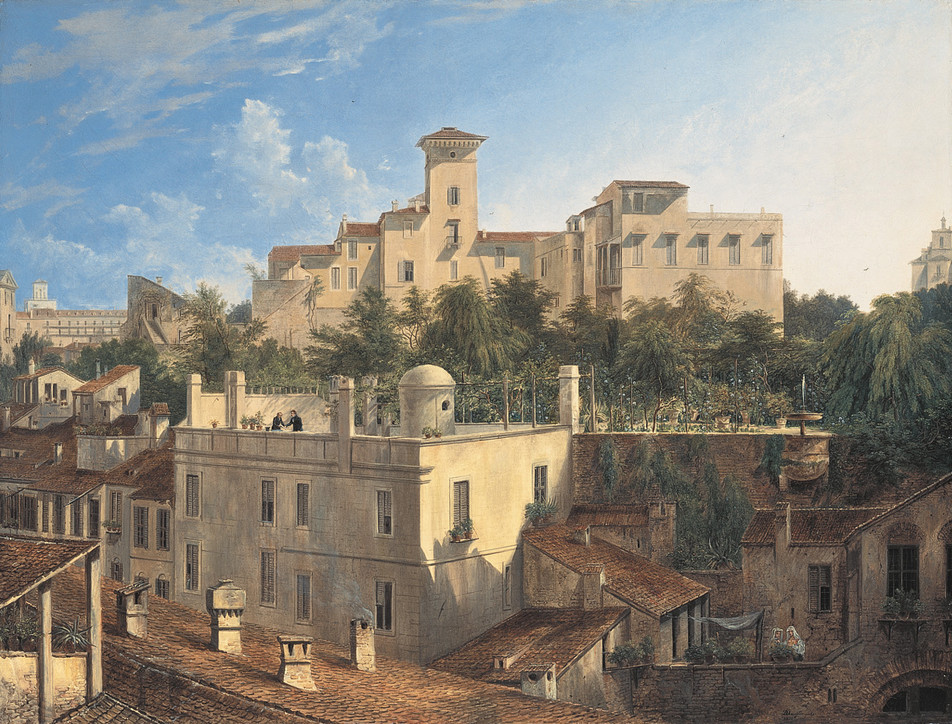
Pintura da Villa Malta (1830) por Domenico Quaglio.

Villa Malta, conhecida também como Villa del Pino ou Villa della Rose, é uma villa localizada na Via di Porta Pinciana, no rione Campo Marzio de Roma, no monte Pincio.

## História
Esta grande villa surge num terreno onde em tempos antigos ficavam os Jardins de Lúculo (em italiano:  Horti Luculliani) e a estrutura original remonta ao século XVI. Conta a lenda que, em abril de 1503, o cozinheiro do cardeal Giovanni Michiel, proprietário do terreno e que tinha sua residência no local desde 1468, o envenenou instigado por Cesare Borgia, que conseguiu adquirir depois a propriedade. Logo depois os Orsini ali construíram um palacete com uma torre fortificada. 

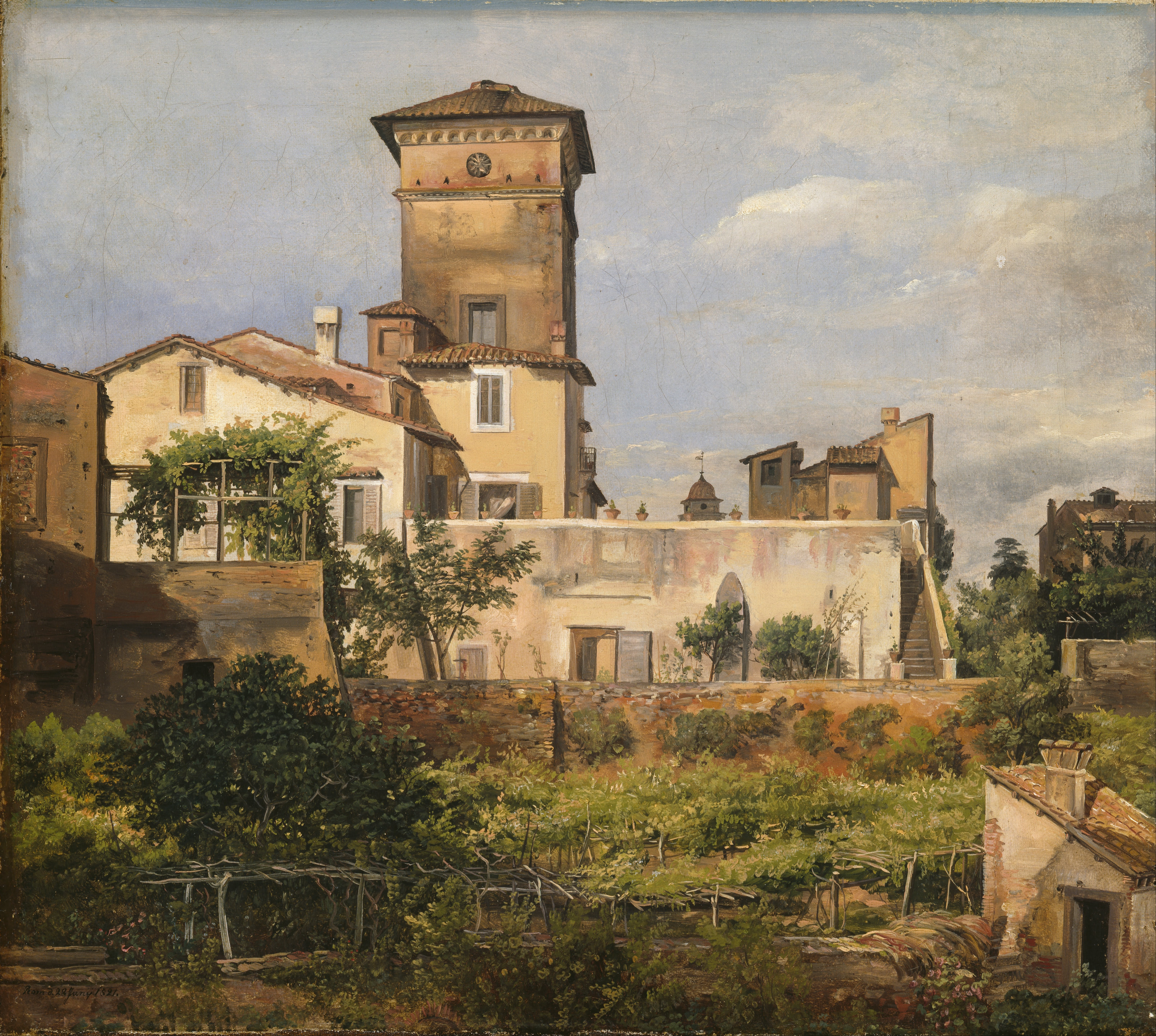
Outra vista, por Johan Christian Dahl (1821).

Em 1581, Latino Orsini vendeu a propriedade para os Mattei e, em 1611, Lavinia Calvi Mattei a vendeu aos Frades Mínimos do convento da Santissima Trinità dei Monti, que acrescentaram aos edifícios rústicos preexistentes uma pequena casa de caça com apenas um andar, conhecida como La Vignola, com uma torre de observação (belvedere) quadrangular e um bosque. Os frades preferiram, para aumentar a renda da propriedade, alugar a villa, na época conhecida como Giardino del Pino por causa de um gigantesco pinheiro que ficava no local. Desta forma, a partir de 1611, a villa foi habitada por vários locatários: o monsenhor Poggi, o cardeal Ludovico Ludovisi e, a partir de 1634, o cardeal Cosimo De Torres, que recebeu o direito de transformar o aluguel em enfiteuse vitalícia. Entre os vários sublocatários do cardeal De Torres estavam Maria Casimira Sobieski, rainha da Polônia, que havia tentado adquirir a villa dos frades sem sucesso. Ainda assim, ela mandou construir uma ponte de madeira por cima da Via Sistina (antiga Strada Felice) o chamado Arco della Regina para poder chegar à villa diretamente do Palazzetto Zuccari, sua residência em Roma. Na primeira metade do século XVIII, o palácio foi habitado por Jacques-Laure Le Tonnelier, xerife de Bréteuil, representante da Ordem Soberana de Malta entre 1759 e 1777, motivo pelo qual ela é ainda hoje chamada de Villa Malta. Depois de De Torres, que manteve o controle da villa até 1764, alugaram a propriedade outros ricos romanos, entre os quais Antonio Parmegiani. Na segunda metade do século, o local transformou-se num local de encontro da comunidade alemã de Roma, incluindo o Circolo Artistico Tedesco. Por conta disto, pernoitaram ali Goethe, a duquesa Anna Amalia de Brunswick-Wolfenbüttel (1789) e Giovanni Goffredo Herder. Outro hóspede ilustre foi Giuseppe Balsamo, o conde de Cagliostro, que realizou ali, em 1789, algumas reuniões secretas. Por conta delas, a polícia pontifícia invadiu o palácio na época e o levou preso para o Castel Sant'Angelo. No século XIX, a villa foi habitada pela poetisa Federica Brun e por Wilhelm von Humboldt, embaixador em Roma do Reino da Prússia, uma época na qual a villa é era um centro intelectual da Itália, frequentado pelos pintores Vincenzo Camuccini, Joseph Anton Koch e Angelica Kauffman e pelos escultores Antonio Canova e Bertel Thorvaldsen.
Em 1818, a enfiteuse passou para o escultor sueco Nicola Bystrom, que criou ali o seu estúdio, restaurando o palacete e abrindo o acesso à villa a partir da Via Sistina. Em 1827, a villa foi alugada para o rei Luís I da Baviera, o que fez com que ela perdesse muito de sua vitalidade, uma vez que a propriedade só era visitada quando o rei estava em Roma. Depois da morte de Luís I, a casa real manteve a posse da villa até 1873, quando a casa baviera obteve das novas proprietárias, as irmãs do Sagrado Coração, a venda definitiva da propriedade por 18 000 francos de ouro. Em 1878, a villa foi adquirida pelo príncipe russo Alexei Bobrinski, bisneto da czarina Catarina II da Rússia, que transformou completamente a propriedade, conferindo-lhe um ar neorromântico. A torre foi demolida, o grande salão foi decorado com um rico teto e por uma rica lareira de mármore adquirida da família Altemps e os jardins foram decorados com magníficas roseiras, o que fez com a villa passasse a ser chamada Villa della Rose. Em 1907, a propriedade passou para o príncipe Bernhard von Bülow, antigo chanceler da Alemanha, que viveu ali com sua esposa, filha do ministro italiano Marco Minghetti. Depois da Segunda Guerra Mundial, a villa foi adquirida pelos jesuítas, que ali abrigaram a sede da revista "La Civiltà Cattolica", contratando, na época, uma importante reforma para ampliar e modernizar o espaço, mas sem, contudo, alterar o estilo do edifício. Foram criados o grandioso átrio e a escadaria de ingresso, a nova ala meridional para abrigar escritórios e, sob ela, a estrutura da grande biblioteca com cinco pisos subterrâneos. O salão monumental foi transformado em capela, deixando, contudo, inalterada a decoração do piso das paredes, ao passo que a lareira foi transferida para uma sede da Sociedade na Via Sicilia, onde foi instalada numa parede do pátio interno e transformada em fonte. Segundo a tradição, duas palmeiras do jardim foram plantadas a pedido de Goethe no final de sua segunda estadia em Roma, pouco antes de ele alugar a vila em nome da duquesa Anna Amalia de Brunswick-Wolfenbüttel.